# Pfändungspfandrecht
Das Pfändungspfandrecht ist ein Pfandrecht des Vollstreckungsgläubigers an einem gepfändeten Gegenstand. Es entsteht durch Pfändung einer Sache durch den Gerichtsvollzieher oder einer Forderung durch das Vollstreckungsgericht bei der Zwangsvollstreckung. 

## Rechtscharakter
Dass der Gläubiger durch die Pfändung ein Pfandrecht erwirbt, ergibt sich aus § 804 Abs. 1 ZPO. Die Voraussetzungen der Entstehung des Pfändungspfandrechtes sind wegen unterschiedlicher Ansichten über den Charakter der Pfändung, also die Frage, ob es sich um einen rein öffentlich-rechtlichen oder um einen ganz oder auch privatrechtlichen Vorgang handelt, schon seit langem umstritten. 

### Privatrechtliche Theorie
Nach der früher vertretenen privatrechtlichen Theorie handelte es sich bei dem Pfändungspfandrecht um eine dritte Art des privatrechtlichen Pfandrechts. Der Pfändungsakt ersetzte danach lediglich die vertragliche Bestellung des Pfandrechts. Diese Theorie beruhte auf der Annahme, das Handeln des Gerichtsvollziehers sei rein privatrechtlich. Heute ist jedoch allgemein anerkannt, dass die Zwangsvollstreckung hoheitlichen Charakter hat. Damit ist eine rein privatrechtliche Einordnung des Pfändungspfandrechtes heute überholt.

### Öffentlich-rechtliche Theorie
Heute werden im Wesentlichen noch eine öffentlich-rechtliche Theorie und eine gemischte Theorie zur Erklärung des Pfändungspfandrechtes vertreten. Die öffentlich-rechtliche Theorie wird vor allem in der rechtswissenschaftlichen Literatur vertreten. Nach dieser Theorie fußt das Pfändungspfandrecht nur im öffentlichen Recht der Zwangsvollstreckung und unterscheidet sich grundsätzlich vom rechtsgeschäftlichen Pfandrecht. Nach dieser Theorie ist das Pfändungspfandrecht unabhängig davon, dass die zu sichernde Forderung des Gläubigers (noch) besteht (nicht akzessorisch). Es kommt nach dieser Theorie auch nicht darauf an, ob die gepfändete Sache dem Schuldner oder sogar dem Gläubiger selbst gehört. Wird die Sache eines Dritten gepfändet, könne sich der Dritte mit der Drittwiderspruchsklage wehren. Die Vorschriften über das rechtsgeschäftliche Pfandrecht („Faustpfandrecht“) sollen nur insoweit anwendbar sein, als sie sich „mit der Eigenart des Pfändungspfandrechtes vereinbaren“ lassen. Nach dieser Theorie entsteht das Pfändungspfandrecht ohne weitere Voraussetzung mit der Beschlagnahme (Verstrickung).

### Gemischte Theorie
Die gemischte Theorie hat sich aus der privatrechtlichen Theorie entwickelt. Sie wird von der Rechtsprechung, aber auch von Teilen der Literatur vertreten. Nach wie vor gehen die Vertreter dieser Theorie davon aus, dass das Pfändungspfandrecht grundsätzlich privatrechtlichen Charakter hat. Allerdings soll der Verwertungsvorgang dem öffentlichen Recht zugeordnet sein. 
Aus der Grundannahme, dass das Pfändungspfandrecht privatrechtlicher Natur sei, folgt für die Vertreter dieser Theorie, innerhalb derer sich die Ansichten im Detail erheblich unterscheiden, dass das Pfändungspfandrecht dem rechtsgeschäftlichen Pfandrecht des BGB gleichzusetzen ist. Danach ist es akzessorisch, also vom Bestand der zu sichernden Forderung abhängig. Wie beim rechtsgeschäftlichen Pfandrecht nach § 1252 BGB muss demnach auch hier das Erlöschen der Forderung zum Untergang des Pfandrechtes führen. Ein Pfändungspfandrecht an schuldnerfremden oder gläubigereigenen Sachen ist danach auch nicht möglich, denn nur der Eigentümer kann ein rechtsgeschäftliches Pfandrecht bestellen und ein Pfandrecht an eigenen Sachen kennt das BGB nicht. Nach der gemischten Theorie entsteht das Pfändungspfandrecht nur bei einer wirksamen Verstrickung und wenn die wesentlichen Vollstreckungsvoraussetzungen vorliegen (Titel, Klausel, Zustellung, keine Vollstreckungshindernisse) und keine wichtigen Verfahrensvoraussetzungen, wie z. B. § 809, § 811  ZPO verletzt sind. Anders als bei der öffentlich-rechtlichen Theorie können hier also Verstrickung und Pfändungspfandrecht auseinanderfallen. Die gemischte Theorie rechtfertigt ihre Ansicht insbesondere mit der Formulierung des Gesetzgebers in § 804 ZPO, die auf das rechtsgeschäftliche Pfandrecht verweist.

### Auswirkungen des Theorienstreits
Der Theorienstreit bleibt in den meisten Fällen ohne Auswirkungen auf das Ergebnis. Unterschiede ergeben sich allerdings, wenn es wegen der Rangfolge auf den Zeitpunkt der Entstehung des Pfändungspfandrechtes ankommt, beispielsweise, weil im Zeitpunkt der Pfändung der Vollstreckungstitel noch nicht zugestellt war. Dieser Mangel kann nach § 189 ZPO zwar geheilt werden, wirkt aber erst vom Zeitpunkt der Heilung. In diesem Fall ist nach der öffentlich-rechtlichen Theorie das Pfändungspfandrecht mit dem Pfändungsakt entstanden, nach der gemischten Theorie erst mit Heilung des Zustellungsmangels. Wurde die Sache in der Zwischenzeit erneut gepfändet, ergibt sich eine unterschiedliche Rangfolge, je nachdem welcher Theorie man folgt. 